# Gonodonta camora
Gonodonta camora là một loài bướm đêm trong họ Noctuidae.